# Base aérienne de Tchouhouïv
La base aérienne de Tchouhouïv (en ukrainien : Авіабаза «Чугуїв») est une base militaire située près de la ville de Tchouhouïv, dans l'oblast de Kharkiv, en Ukraine.
Elle fut une base aérienne majeure pendant l'ère soviétique avec une école militaire adjointe. Actuellement la 203e brigade école sur Aero L-39 Albatros, An-26, An-26Sh et Mi-8 en lien avec l'Université nationale de la Force aérienne Ivan Kojedoub.

## Accidents
Le 25 septembre 2020 eu lieu l'accident aérien de Tchouhouïv d'un An-26Sh qui fit vingt-six victimes.

## Galerie d'images

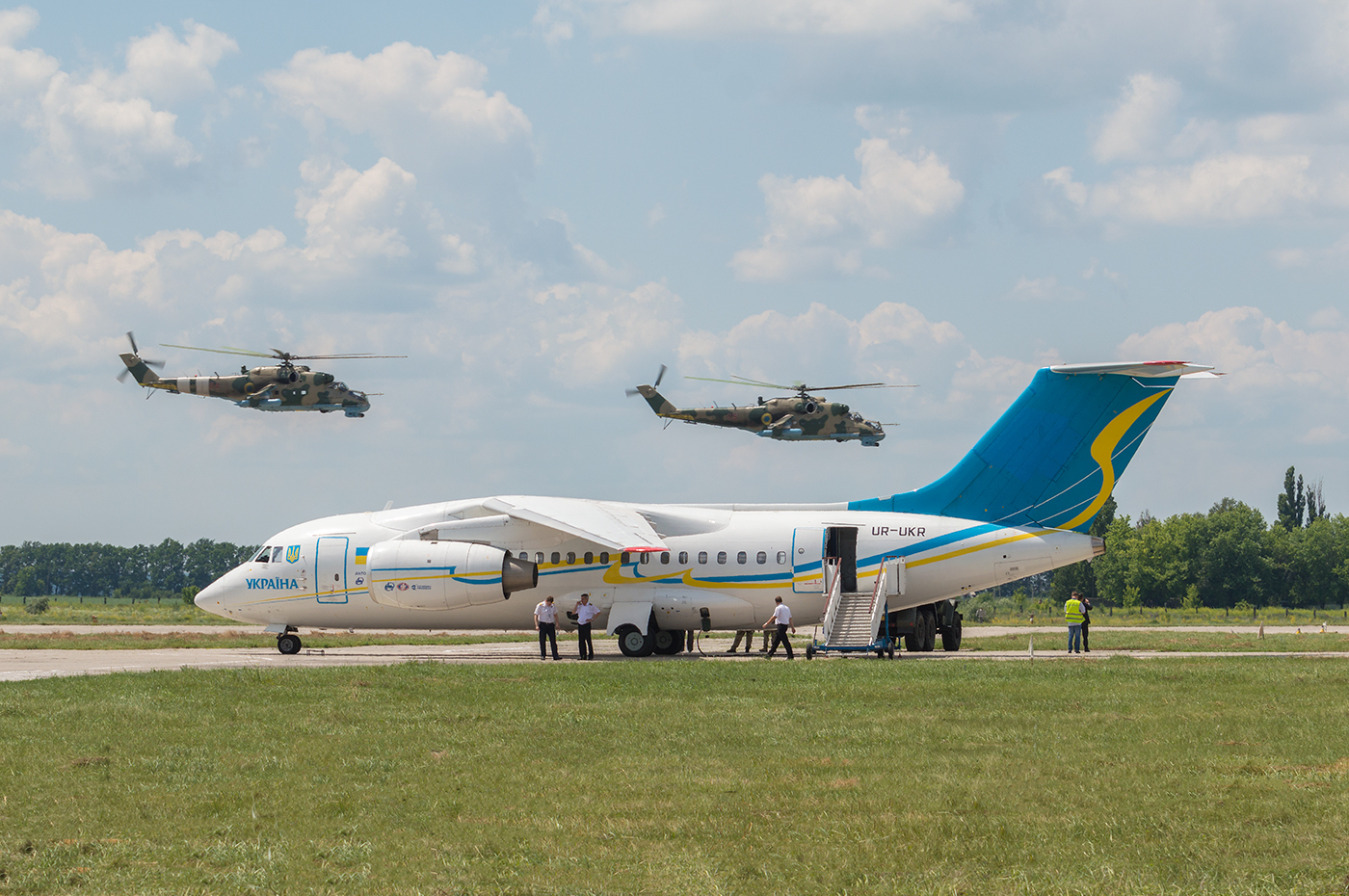
La base
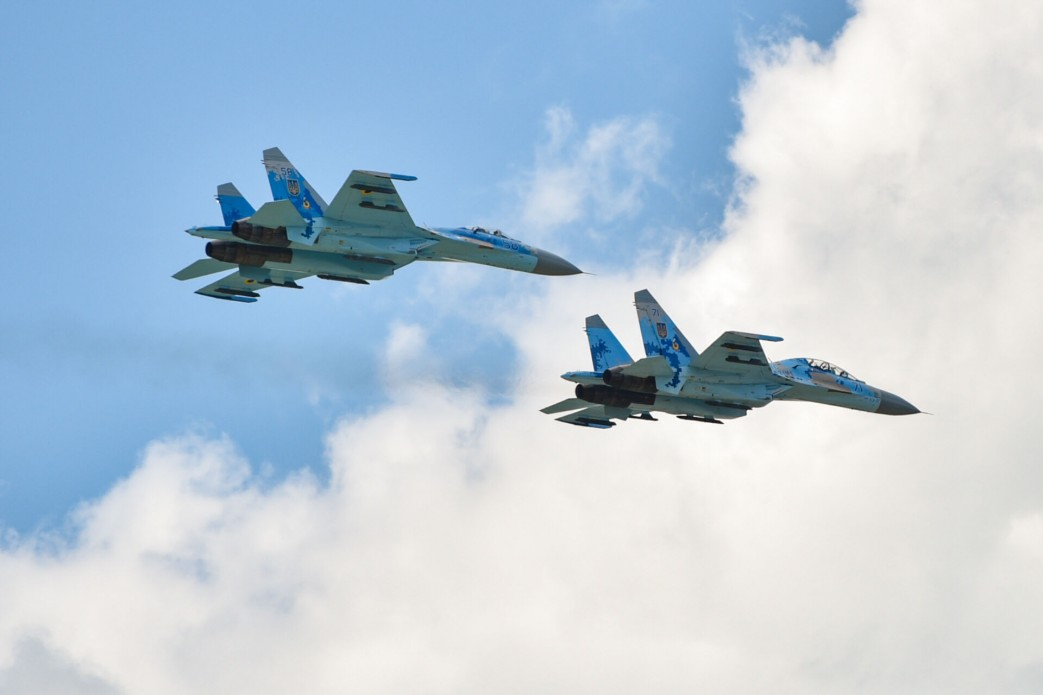
deux Soukhoï Su-27
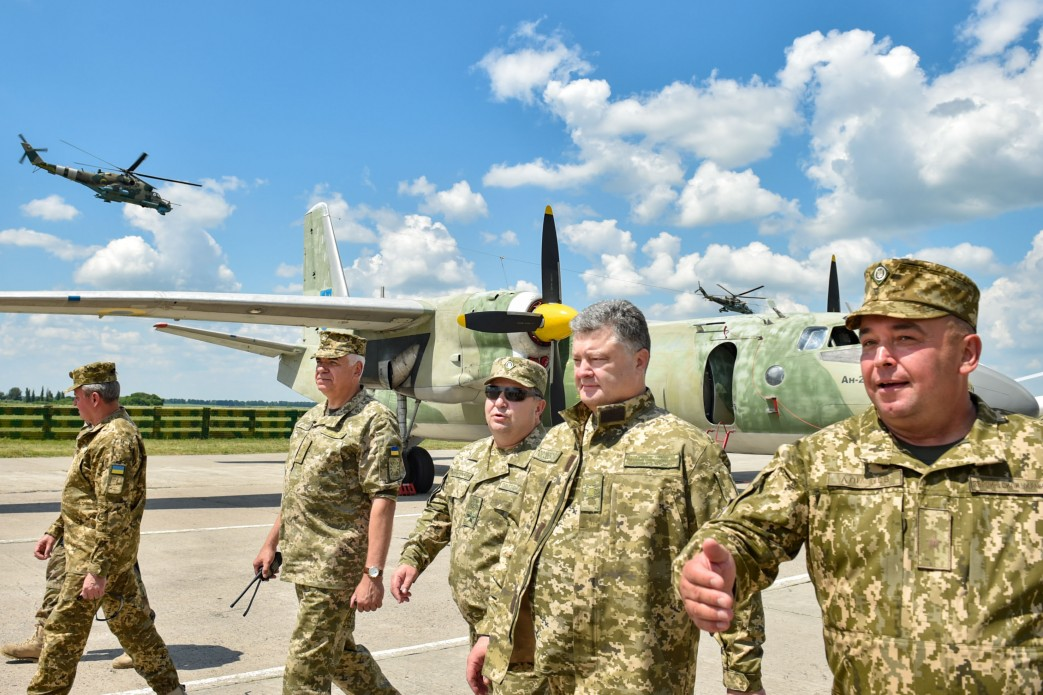
Petro Porochenko sur
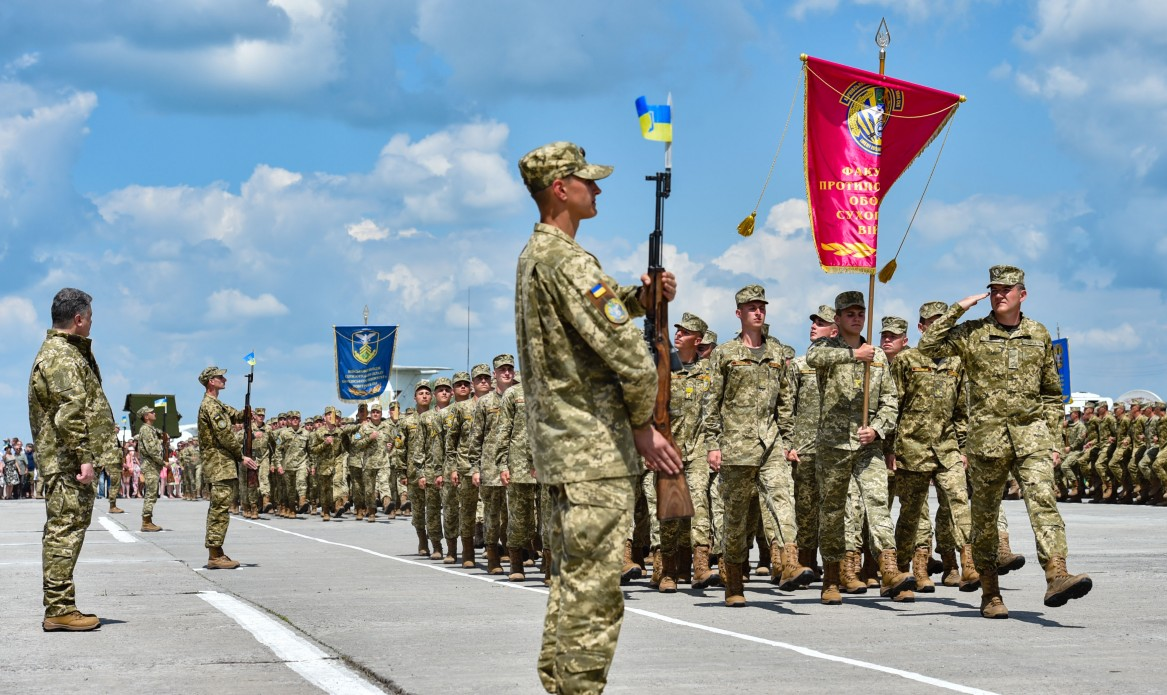
la base et défilé en 2016.